# Parides anchises
Espèce
Parides  anchises est une espèce d'insectes lépidoptères (papillons) de la famille des Papilionidae, de la sous-famille des Papilioninae, tribu des Troidini, sous-tribu des Troidina et du genre Parides.

## Description
Parides anchises est un grand papillon marron iridescent, à ornementation très variable suivant le sexe et suivant les sous-espèces. Les ailes antérieures centrées d'une tache blanche à verte et les ailes postérieures à lustre bleu variable et ornées de  taches rose vif en position submarginale.

## Biologie

### Plantes hôtes
Les plantes hôtes de sa chenille sont des aristoloches, Aristolochia brazilsis, Aristolochia bukuti, Aristolochia colombiana, Aristolochia cymbifera, Aristolochia fimbriata, Aristolochia inflata, Aristolochia macroura, Aristolochia odora, Aristolochia ringens et Aristolochia triangularis.

## Écologie et distribution
Il réside au Mexique, à Panama, en Guyane, en Colombie, en Bolivie, au Venezuela, en Argentine, au Paraguay, au Brésil et au Pérou.

### Biotope
Certaines sous-espèces de Parides anchises résident habituellement en zone sèche, d'autres comme Parides anchises anchises dans la forêt humide,.

## Systématique
- Parides anchises a été décrit par le naturaliste suédois Carl von Linné en 1758 sous le nom initial de Papilio anchises.
- La localité type est le Surinam[2].

### Synonymie
- Papilio anchises, (Linnaeus, 1758) protonyme

### Noms vernaculaires
Il se nomme Anchises Cattleheart en anglais.

## Taxinomie
Parides  anchises sert de chef de file à un groupe de papillon qui porte son nom :
Groupe de l'anchises
- Parides anchises (Linnaeus, 1758)
- Parides cutorina (Staudinger, 1898)
- Parides erithalion (Boisduval, 1836)
- Parides iphidamas (Fabricius, 1793)
- Parides panares (Gray, 1853)
- Parides phosphorus (Bates, 1861)
- Parides vertumnus (Cramer, 1780) ; présent en Guyane

Liste des sous-espèces
- Parides anchises anchises présent en Guyane

Synonymie pour cette sous-espèce
Papilio telmosis (Bates, 1861)
Papilio eteocles (C. & R. Felder, 1864)
Papilio citri (Fabricius, 1938)
- Parides anchises alyattes (C. Felder & R. Felder, 1861); présent en Colombie

Synonymie pour cette sous-espèce
Papilio alyattes (C. & R. Felder, 1864)
Papilio anchises alyattes (Rothschild & Jordan, 1906) 
- Parides anchises bukuti, Brévignon, 1998; présent en Guyane
- Parides anchises cymochles (Doubleday, 1844) ; présent au Venezuela

Synonymie pour cette sous-espèce
Papilio cymochles (Doubleday, 1844)
Papilio anacharsis (C. & R. Felder, 1864)
- Parides anchises drucei (Butler, 1874); présent en Colombie et en Bolivie.

Synonymie pour cette sous-espèce
Papilio drucei (Butler, 1874)
- Parides anchises etias (Rothchild & Jordan, 1906) ; présent en Bolivie

Synonymie pour cette sous-espèce
Papilio anchises etias (Rothschild & Jordan, 1906)
- Parides anchises farfan K. S. Brown, 1994; présent à Panama.
- Parides anchises foetterlei (Rothchild & Jordan, 1906) ; présent au Brésil

Synonymie pour cette sous-espèce
Papilio anchises foetterlei (Rothchild & Jordan, 1906)
- Parides anchises humaita D'Abrera, 1981 ; présent dans le nord-ouest du Brésil
- Parides anchises koenigi >T. Racheli, 1989 ; présent au Pérou.
- Parides anchises marinae T. Racheli, 1987 ; présent au Pérou.
- Parides anchises marthilia R. G. Maza, 1999 ; présent au Mexique.
- Parides anchises nephalion(Godart, 1819) ; présent dans l'est du Brésil, au Paraguay et dans le nord de l'Argentine

Synonymie pour cette sous-espèce
Papilio nephalion (Godart, 1819)
Priamides osymanduas (Geyer, [1827)
Papilio proteus (Boisduval, 1836)
Papilio hedae (Foetterle, 1902)
Battus (Parides) nephalion (Brown & Mielke, 1967) 
- Parides anchises nielseni Bollino & Salazar, 2001 ; présent en Colombie
- Parides anchises orbignyanus (Lucas, 1852) ; présent dans le centre du Brésil et au Paraguay.

Synonymie pour cette sous-espèce
Papilio orbignyanus (Lucas, 1852)
Papilio cleostratus (Ehrmann, 1919)
- Parides anchises orinocensis (Rousseau-Decelle, 1960) ; présent dans le nord-est du Venezuela.

Synonymie pour cette sous-espèce
Papilio anchises orinocensis (Rousseau-Decelle, 1960)
- Parides anchises osyris (C. Felder & R. Felder, 1861) ; présent au Venezuela

Synonymie pour cette sous-espèce
Papilio osyris (C. & R. Felder, 1861)
Papilio xenares (C. & R. Felder, 1864)
Papilio toxaris (C. & R. Felder, 1864)
Papilio severus (C. & R. Felder, 1864)
- Parides anchises serapis (Boisduval, 1836); présent du nord de la Colombie au Venezuela

Synonymie pour cette sous-espèce
Papilio serapis (Boisduval, 1836)
Papilio thrasybulus (Ehrmann, 1918)
- Parides anchises stilbon (Kollar, 1839); présent dans le sud du Brésil

Synonymie pour cette sous-espèce
Papilio stilbon (Kollar, 1839)
- Parides anchises thelios (Gray, 1853); présent dans le nord du Brésil

Synonymie pour cette sous-espèce
Papilio thelios (Gray, 1853)
Papilio hierocles (Gray, 1853)
- Parides anchises zygma G. Lamas, 2004; en Colombie[1].

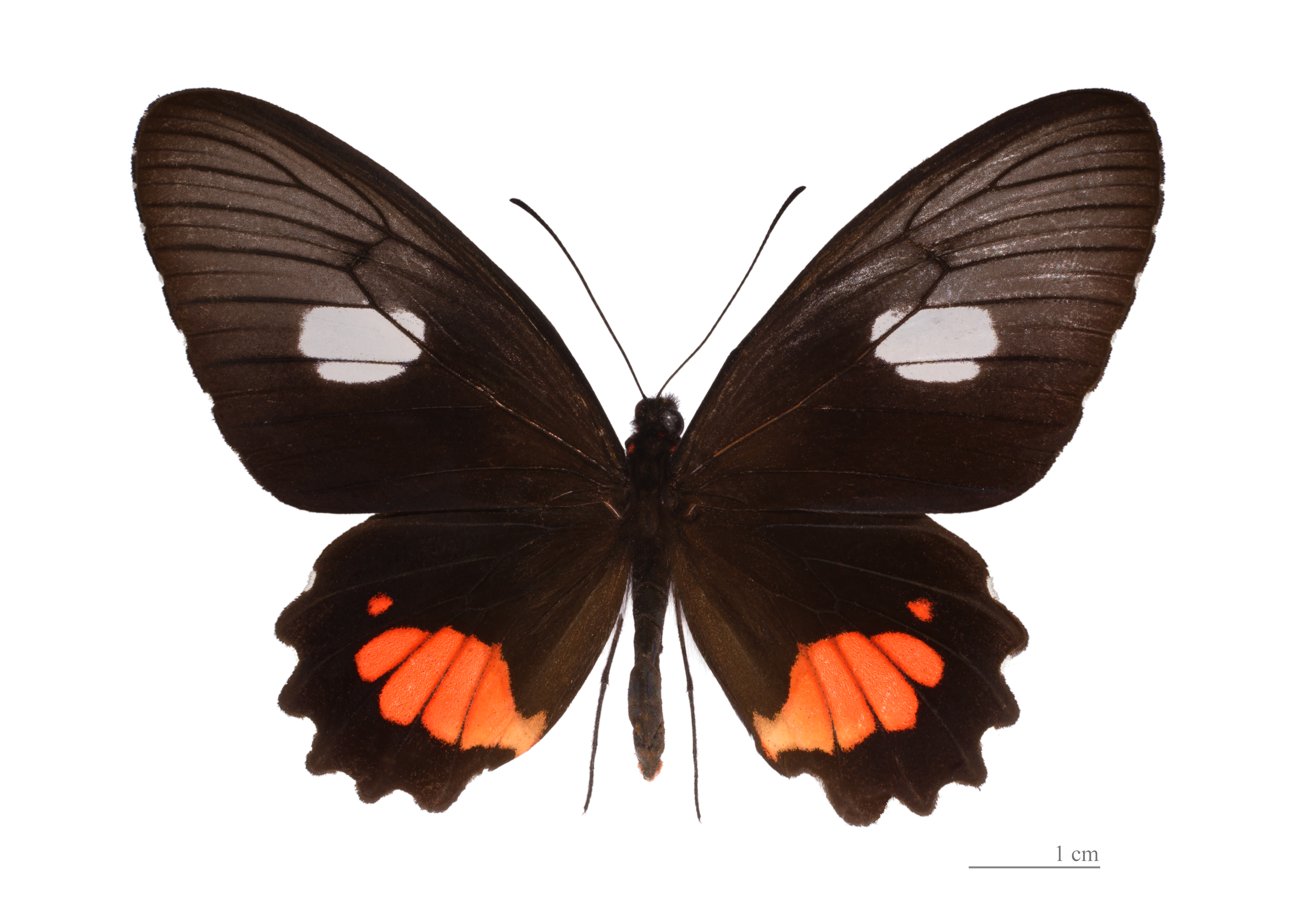
Parides anchises anchises
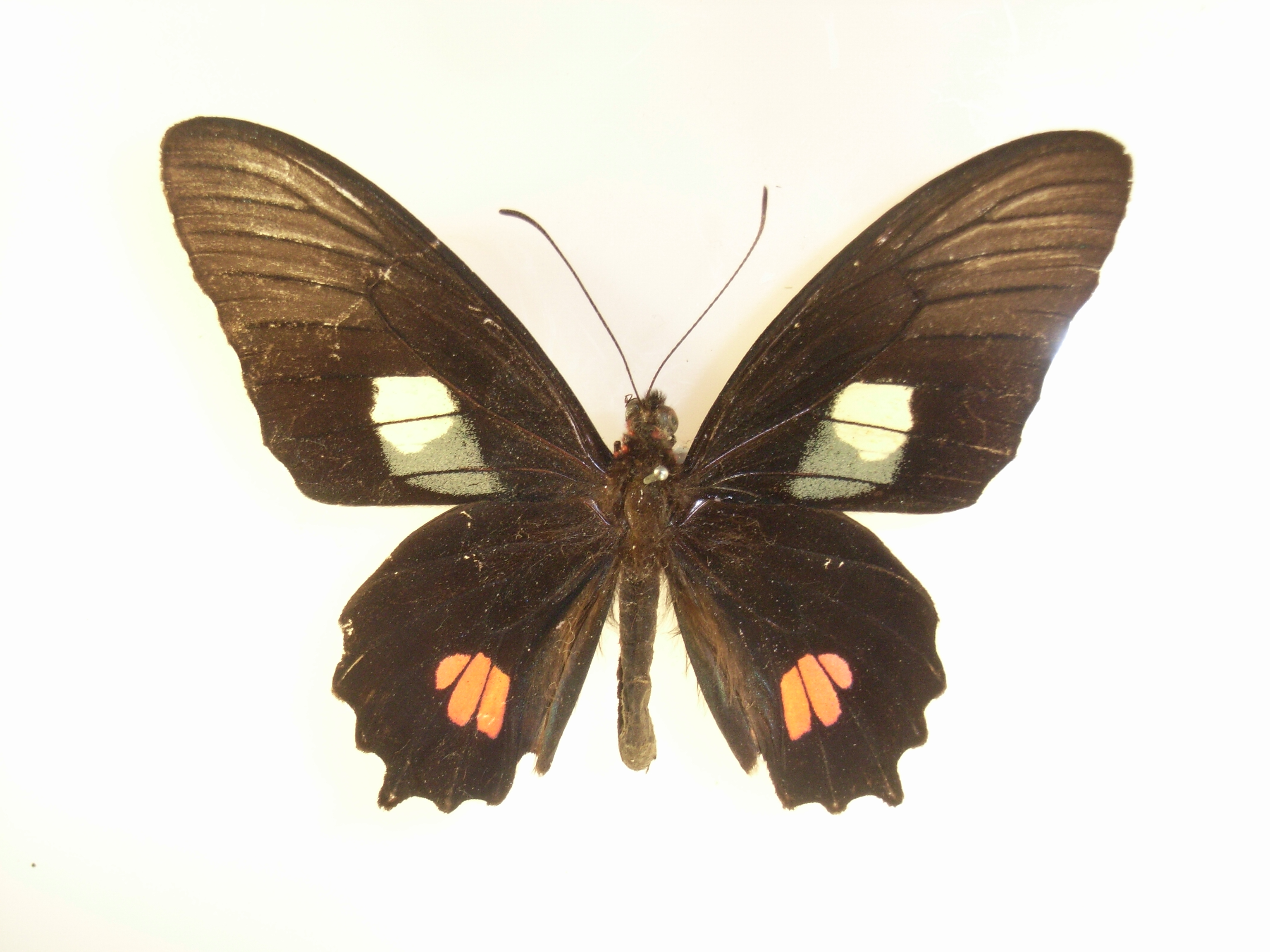
Parides anchises nephalion

## Parides anchiseset l'Homme

### Protection
Pas de statut de protection particulier.